# 품질 비용
프로세스 개선 노력에 따른 품질 비용(quality costs, cost of quality)은 품질 관련 노력과 결점의 총 비용을 수량화하는 수단이다. 1956년 하버드 비즈니스 리뷰 기사에서 Armand V. Feigenbaum이 처음 기술하였다.
이 용어가 선보이기 이전까지는 더 나은 물질이나 기계를 구매함으로써, 또는 더 많은 노동력을 고용함으로써, 품질이 오를수록 더 많은 비용이 요구된다는 것이 일반적인 생각이었다.  더 나아가 원가회계가 금융 거래를 소득, 비용, 주주자본변화로 분류시키는 데까지 발전하였으나 품질 관련 비용의 분류를 시도하지는 못했다. 기업의 일반적인 원장(ledger)의 품질 관련 항목을 분류함으로써 경영 및 품질 전문의들은 비용 개선 및 이익 강화에 기반한 품질에 대한 투자를 평가할 수 있다.

## 같이 보기
- 활동기준 원가계산